# Política de Montenegro
Desde a dissolução da República Socialista da Iugoslávia, em 1991, fez parte, com a Macedónia, da República Federal da Jugoslávia, até 2003, quando ambas passaram a se denomina-se Estado da Sérvia e Montenegro; em 2006, após a realização de um referendo, tornou-se um Estado independente.